# Rudolstadt
Rudolstadt (turyng. Rudelstadt) – miasto w Niemczech, w kraju związkowym Turyngia, w powiecie Saalfeld-Rudolstadt. Liczy 25 115 mieszkańców (31 grudnia 2018).
1 stycznia 2019 do miasta przyłączono miasto Remda-Teichel.
W mieście rozwinął się przemysł włókienniczy, chemiczny, farmaceutyczny oraz szklarski.

## Współpraca
Miejscowości partnerskie:
- Annecy, Francja
- Bayreuth, Bawaria
- Bodenheim, Nadrenia-Palatynat
- Rexburg, Stany Zjednoczone